# کریس کراس آمستردام
کریس کراس امستردام (انگلیسی: Kris Kross Amsterdam) یک گروه موسیقی تشکیل شده در هلند است. وی از سال ۲۰۱۱ میلادی تاکنون مشغول فعالیت بوده‌است. معروفترین کار آنها ترانه سکس به همراهی چیت کدز است.